# Hagenaar (paaltje)

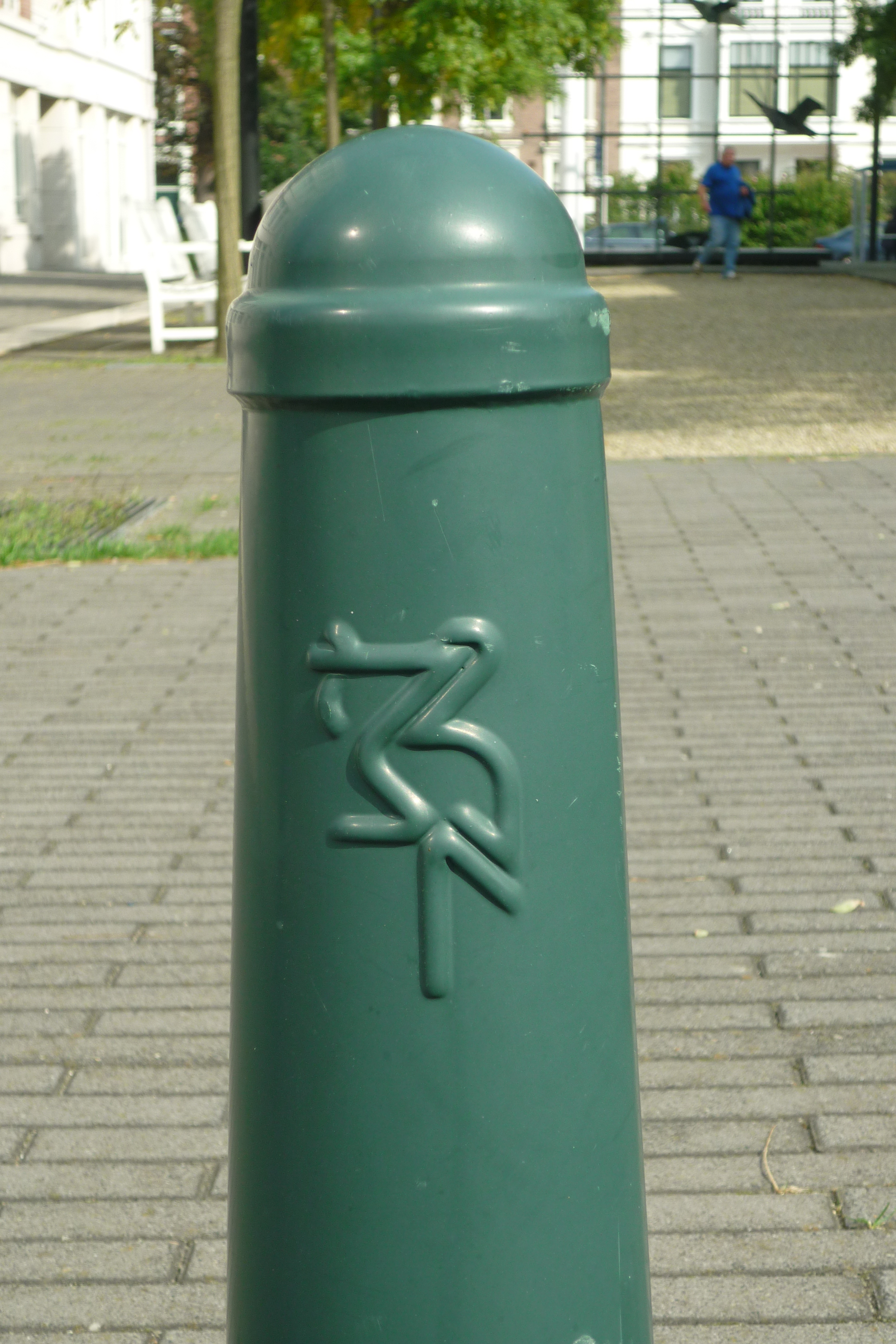
Hagenaar met stadswapen

Een hagenaartje is een rond afzetpaaltje dat ongeveer 70 centimeter boven de grond uitsteekt. Op het paaltje staat de Haagse ooievaar.
Dergelijke afzetpaaltjes werden al in de 18de eeuw voor Amsterdam gemaakt en daar later amsterdammertjes genoemd. Ze werden eerst van een kanonsloop gemaakt, vanaf het midden van de 19de eeuw van gietijzer en sinds 1972 van plaatstaal. Bovendien werd de vorm in 1972 toen anders, iets korter en ranker, waardoor het gewicht van een hagenaartje van 70 naar 20 kilo zakte.

## Bescherming
De eerste paaltjes in Amsterdam werden geplaatst om huizen te beschermen, meestal bij hoekpanden. Later werden voetgangers beschermd tegen het steeds drukker wordende verkeer. Langs de grachten waren de paaltjes bezwaarlijk, doordat leveranciers niet meer op de stoep konden parkeren zonder ander verkeer te hinderen. Deze paaltjes worden tegenwoordig weer weggehaald.
Andere steden zoals Den Haag, Haarlem en Leiden gingen ook amsterdammertjes gebruiken en gaven aan die afzetpaaltjes een eigen naam. Zo ontstonden namen als hagenaartje, haarlemmertje en leienaartje. De hagenaartjes worden in Den Haag gebruikt tegen foutparkeren en om bepaalde gebieden autovrij te houden.

## Foutparkeren
- Hagenaartjes staan vaak langs stoepranden om te verhinderen dat auto's daar parkeren. Zo is in 2010 besloten hagenaartjes te plaatsen op de Paul Krugerlaan om een bepaald deel de uitstraling van een plein te geven en te verhinderen dat auto's dat beeld verstoren.
- Ze staan vaak op de hoek van een straat om te voorkomen dat foutgeparkeerde auto's verhinderen dat mensen met een kinderwagen, rollators of rolstoel gebruikmaken van de verlaagde stoeprand.
- Hagenaartjes worden vaak door bewoners en bedrijven aangevraagd. Zij willen bijvoorbeeld voorkomen dat er zo geparkeerd wordt dat hun oprit geblokkeerd of te smal wordt.

## Autovrij gebied
Hagenaartjes worden gebruikt om de toegang voor auto's te blokkeren bij bepaalde straten of pleinen. Zo zijn bij alle toegangen van het Burgemeester De Monchyplein hagenaartjes geplaatst om aan te geven dat het hele plein een loopgebied is.

### Ontheffing
Sommige paaltjes zijn uitneembaar zodat hulpdiensten niet gehinderd worden. Ook kan men bij de gemeente een ontheffing aanvragen om tijdelijk het afgezette gebied op te mogen. Dit geldt vooral voor verhuizers en mensen die hoogwerkers moeten gebruiken (glazenwassers, schilders). De paaltjes kunnen met een insteeksleutel geopend worden. Hiervan wordt veel oneigenlijk gebruikgemaakt.

## Kleur
In Amsterdam, Haarlem en Leiden is de kleur van het paaltjes donkerrood, in Den Haag donkergroen, passend bij de kleur van de klassieke lantaarnpalen.
Hoewel de officiële kleur van de hagenaartjes donkergroen is, worden er ook rood-witte paaltjes door de gemeente gebruikt. Deze zijn voor tijdelijke paaltjes. Ook worden de duidelijk zichtbare rood-witte paaltjes gebruikt om aan te geven welke paaltjes in een lange rij paaltjes geopend kunnen worden, dit is vooral voor de hulpdiensten belangrijk, zodat geen tijd aan zoeken verloren gaat.